# Municipio de Clow
El municipio de Clow (en inglés: Clow Township) es un municipio ubicado en el condado de Kittson en el estado estadounidense de Minnesota. En el año 2010 tenía una población de 46 habitantes y una densidad poblacional de 0,39 personas por km².

## Geografía
El municipio de Clow se encuentra ubicado en las coordenadas 48°56′22″N 96°59′30″O / 48.93944, -96.99167. Según la Oficina del Censo de los Estados Unidos, el municipio tiene una superficie total de 117.8 km², de la cual 117,66 km² corresponden a tierra firme y (0,11 %) 0,13 km² es agua.

## Demografía
Según el censo de 2010, había 46 personas residiendo en el municipio de Clow. La densidad de población era de 0,39 hab./km². De los 46 habitantes, el municipio de Clow estaba compuesto por el 100 % blancos. Del total de la población el 6,52 % eran hispanos o latinos de cualquier raza.